# تاميرا باسيك
تاميرا باسيك (بالألمانية: Tamira Paszek)‏ مواليد 6 ديسمبر 1990 في دورنبيرن، هي لاعبة كرة مضرب نمساوية بدأت مسيرتها كمحترفة سنة 2005 تلعب باليد اليمنى وتحتل حالياً المرتبة 125 (8 فبراير 2016) في تصنيف رابطة محترفات كرة المضرب. شاركت في دورة الألعاب الأولمبية الصيفية.

## الخط الزمني للأداء
مفتاح
| ف | ن | ن.ن | ر.ن | د# | د.م | ل | أ.أ | ت | غ | ب | ف | ذ | م.خ | ل.ت |

(ف) فاز بالبطولة (ن) وصل النهائي (ن.ن) نصف النهائي (ر.ن) ربع النهائي (د#) الأدوار الأربعة الأولى (د.م) دور المجموعات (ل) شارك في كأس ديفيز (أ.أ) خرج من الأدوار الاولى (ت) خسر التصفيات التأهيلية (غ) غاب عن الحدث أو البطولة (ب) حصل على ميدالية برونزية (ف) حصل على ميدالية فضية (ذ) حصل على ميدالية ذهبية (م.خ) بطولة الماسترز خُفضت إلى مرتبة أقل (ل.ت) البطولة لم تعقد في السنة المعينة.
لتجنب الارتباك وازدواجية الحساب، يتم تحديث هذه المعلومات إما في نهاية البطولة، أو عندما تكون مشاركة اللاعب في البطولة قد انتهت.

### الفردي
| الدورة                        | 2007 | 2008 | 2009 | 2010 | 2011 | 2012 | 2013 | 2014 | 2015 | 2016 | ف-خ   |
| ----------------------------- | ---- | ---- | ---- | ---- | ---- | ---- | ---- | ---- | ---- | ---- | ----- |
| بطولة أستراليا المفتوحة للتنس | د2   | د1   | د1   | د1   | د1   | د1   | د2   | ت2   | غ    | د1   | 2–8   |
| دورة رولان غاروس الدولية      | د2   | د1   | د1   | غ    | د1   | د1   | د1   | د2   | ت3   |      | 2–7   |
| بطولة ويمبلدون                | د4   | د1   | د1   | ت2   | ر.ن  | ر.ن  | د1   | د1   | د1   |      | 11–8  |
| أمريكا المفتوحة               | د4   | د2   | غ    | د2   | د1   | د1   | ت2   | ت2   | ت3   |      | 5–5   |
| فوز-خسارة                     | 8–4  | 1–4  | 0–3  | 1–2  | 4–4  | 4–4  | 1–3  | 1–2  | 0–1  | 0–1  | 20–28 |

## روابط خارجية
- تاميرا باسيك على موقع رابطة محترفات التنس (الإنجليزية)
- تاميرا باسيك على موقع الاتحاد الدولي لكرة المضرب (الإنجليزية)
- تاميرا باسيك على موقع كأس بيلي جين كينغ (الإنجليزية)
- تاميرا باسيك على موقع خلاصة التنس.كوم (الإنجليزية)
- تاميرا باسيك على موقع إي إس بي إن.كوم (الإنجليزية)
- تاميرا باسيك على موقع أوليمبيديا (الإنجليزية)